# Wright fivérek
A Wright fivérek, Orville Wright (1871. augusztus 19. – 1948. január 30.) és Wilbur Wright (1867. április 16. – 1912. május 30.) nevét elsősorban az első, gyakorlatban működő repülőgép megtervezésével és megépítésével kapcsolatban, és az első irányítható, motorral hajtott, levegőnél nehezebb eszközzel való repülés kapcsán ismerhetjük, sok más repülési mérföldkő mellett. Ennek ellenére a kezdetektől egészen napjainkig vitatja néhány ember és ország, hogy valóban ők építették az első repülőgépet.

## Pályafutásuk kezdete
Wilbur Wright 1867-ben született az Indiana állambeli Millville-ben, Orville pedig 1871-ben Daytonban, Ohióban. Mindketten főiskolára jártak, de nem szereztek diplomát.
A Wright fivérek Daytonban, Ohióban nőttek fel, ahol kerékpárjavítással, -tervezéssel és -gyártással foglalkozó céget alapítottak 1892-ben. Munkájuk eredményét a repülés iránti érdeklődésükre költötték. Sir George Cayley, Octave Chanute, Otto Lilienthal és Samuel Pierpont Langley munkája alapján 1899-ben kezdtek el repülő szerkezetekkel kísérletezni. A fivérek a repülés technikájának továbbfejlesztése során a hajtóerő növelése helyett nagy hangsúlyt helyeztek az irányíthatóságra. Kifejlesztették a háromtengelyű irányítást, és meghatározták a repülőgépek kormányozhatóságának alapelveit, melyeket ma is használunk.
A Wright fivérek eleinte a korabeli repülési irodalomra alapozták munkájukat, többek között Lilienthal táblázataira. Hamarosan rájöttek, hogy a Smeaton-együttható (egy változó a felhajtóerő és a légellenállás képletében) hibás, és egy szélcsatorna építésébe fogtak alkalmazottjuk, Charlie Taylor segítségével. Több mint kétszáz szárnyalakot teszteltek, végül létrehozták saját táblázatukat, amely a légnyomás és a szárny formája közötti összefüggést írja le. Korábbi munkájuk kerékpárokkal, kerékpármotorokkal és a kerékpárok egyensúlyával kapcsolatban elengedhetetlen volt repülőgépük megalkotásához.
Kutatásaik során a Wright fivérek mindig együtt dolgoztak, a repülőgép fejlesztésében elért érdemeiket nem lehet különválasztani.

## Repüléseik

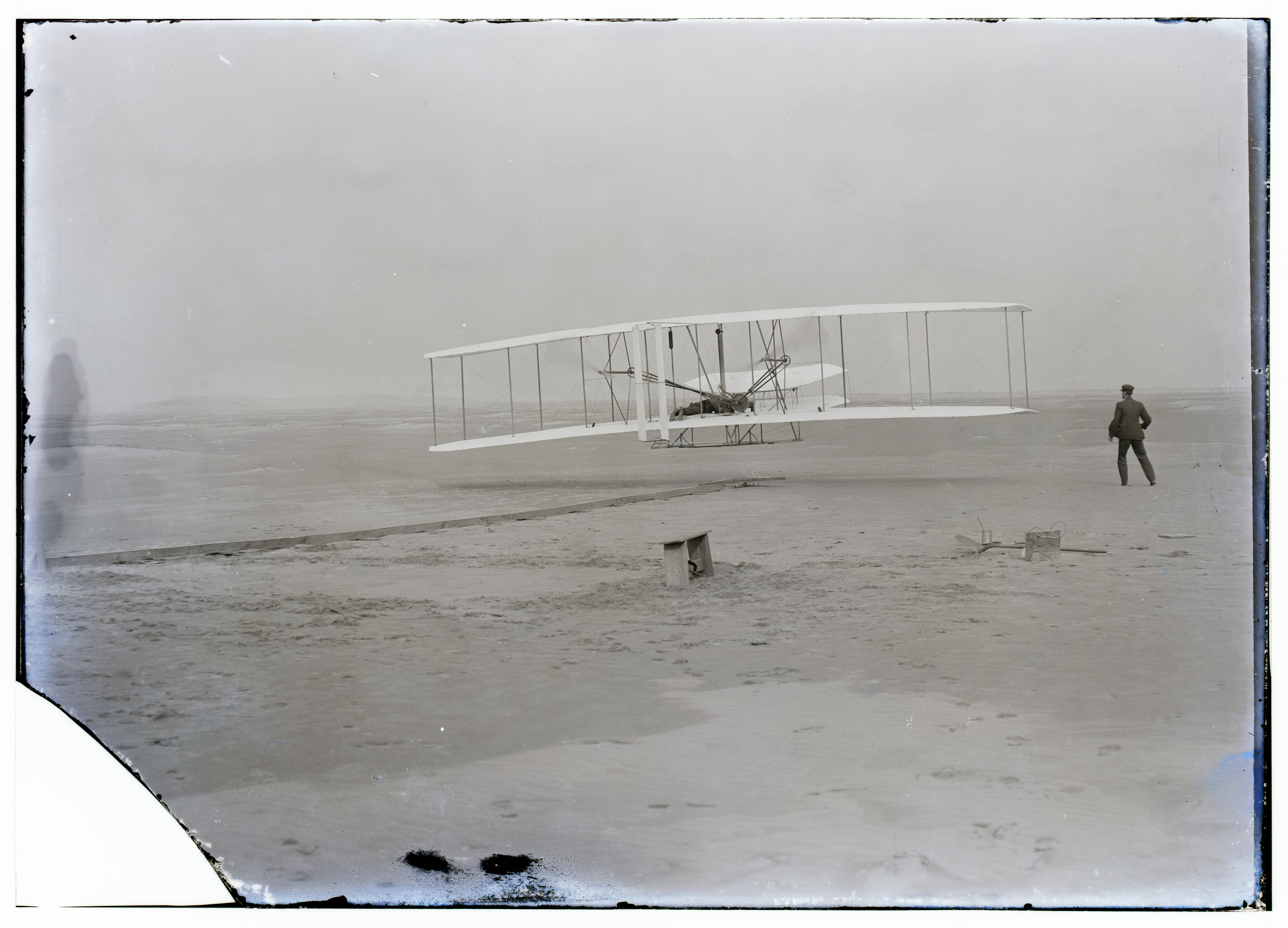
Az első repülés, 1903. december 17. (Fotó: John T. Daniels)

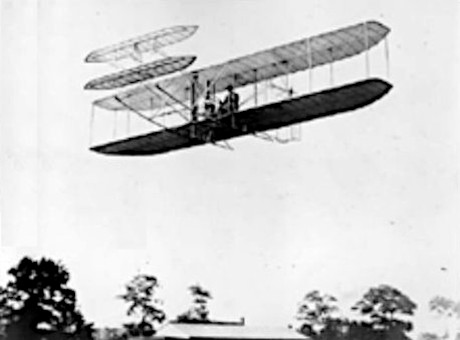
A Wright fivérek tökéletesített repülőgépe, a Flyer 2-es

A Wright fivérek kutatásának fő irányát nem egyszerűen a felhajtó- és hajtóerő, hanem a repülőgép irányíthatósága jelentette, ami tartós repülést tett lehetővé. Első siklórepülőjüket (1899 elején) egy bonyolult rendszerrel látták el, amit "szárny hajlításnak" hívtak. Ha az egyik szárnyat valamelyik irányba elhajlították, több felhajtóerő keletkezett, a repülőgép emelkedni kezdett. A cél az volt, hogy irányítani tudják a szárnyak elhajlását, mert ez könnyebbé tehette a repülést. Első vitorlázógépeiken az első és hátsó pozíciók – amelyek a repülőt tartották – nem voltak rögzítve. A hajlítást a szárnyakon végigfutó zsinór szabályozta, amelyeket a pilóta egy bottal mozgatott ahhoz, hogy balra vagy jobbra forduljon.
1900-ban az észak-karolinai Kitty Hawkba költöztek egy meteorológus tanácsára az ott található Kill Devil Hillen folyamatos és erős szelek miatt, valamint az eldugott hely biztosította, hogy az erős verseny közepette repülőjük rejtve maradjon a versenytársak kíváncsi szemei elől. Kitty Hawkban 1900-tól 1902-ig kísérleteztek, minden évben új siklórepülőt építettek. Az utolsó siklórepülőn, a Wright Glider of 1902-n sok fontos repülési újítást alkalmaztak, és a testvérek több, mint ezerszer repültek vele. 1903. március 23-án szabadalmi bejelentést nyújtottak be a "szárny hajlítás" segítségével történő keresztirányú mozgás irányítására és fordulásra. 1903-ra a Wright fivérek valószínűleg a világ legképzettebb vitorlázó pilótái lettek.
1903-ban építették meg a Wright Flyert, amelyre később Flyer I-ként hivatkoztak. Ez a gép manapság Kitty Hawkként is ismert. A gépet faragott légcsavar és a Taylor által Daytonban, a bicikliműhelyben épített motor hajtotta. A légcsavar hatékonysági mutatója 80%-os volt. A motor sokkal jobb volt, mint a legtöbb akkoriban gyártott motor, elég könnyű és erős volt ahhoz, hogy repülőgépben használják. A motorban használt lánc – nem meglepő módon – egy biciklilánc volt.
1903. december 17-én emelkedtek először a levegőbe, mindketten kétszer. Az első repülés során Orville 39 métert repült 12 másodperc alatt, és egy, azóta híressé vált fényképen is megörökítették. A nap negyedik repülése volt az egyetlen, amelyet valójában irányítani is tudtak, Wilbur 279 métert repült 59 másodperc alatt.
A repüléseknek négy életmentő és egy falusi fiú is tanúja volt, vagyis ez volt az első nyilvános repülés. Egy helyi újság jelentette az eseményt, de pontatlanul. Csak egy újság, a Cincinnati Enquirer jelentette meg a hírt másnap.
A Flyer I megépítése kevesebb mint kétezer dollárba került. A szárny fesztávolsága 12 m, a gép tömege 340 kg, és 12 lóerős, 77 kg tömegű motor hajtotta.
A Wright fivérek repülőteret alakítottak ki a Huffman Prairie-n, Dayton közelében, és 1904-ben is folytatták a munkát a Flyer II megépítésével, a felszálláshoz pedig katapultot használtak, hogy ellensúlyozzák a szél hiányát a reptéren. Az év végéig 105 irányított repülést végeztek, néhányszor 5 percig is köröztek a mező fölött, amely ma a Wright-Patterson Air Force Base légibázis része. 1905-ben megépítették a továbbfejlesztett Flyer III-at.
Ezekhez a repülésekhez gyakran meghívták barátaikat, a sajtó képviselőit és a szomszédokat is. 1905. október 5-én bukfencet is végeztek a géppel. Wilbur leghosszabb repülése több mint 39 percig tartott, és 39 km-t tett meg a Huffman Praire fölött körözve.

## Úton a repülés felé
1899 júliusában Wilbur szárnyelcsavarást alkalmazott a próbarepülőn, ami egy kétszárnyú sárkányrepülő volt 5 láb szárnyfesztávolsággal. Elcsavart szárnnyal, az egyik szárnyvég magasabban van, a másik pedig alacsonyabban. A nem egyenlő magasság arra késztette a szárnyakat, hogy elforduljanak, az alacsonyabban levő szárny felé. A csavarást négy, a repülőhöz erősített zsinórral lehetett irányítani. A zsinórokat két pálcán keresztül irányította a sárkányrepülős, aki így különböző irányokba fordította a repülőt.
1900-ban a fivérek elutaztak Kitty Hawkba, Észak-Karolinába, hogy megkezdjék siklórepülési kísérletüket. Wilbur első levelének válaszában, Octave Chanute javasolta a Közép-Atlanti partvidéket szabályos szellői és puha homok-leszállófelülete miatt. Wilbur az Amerikai Egyesült Államokban levő Weather Bureau-t is tanulmányozta, azonban mégis Kitty Hawkra
esett a választásuk az ott állomásozó meteorológusok jelentései alapján. A hely, bár messze van tőle, mégis közelebb van Daytonhoz, mint más helyek, amiket Chanute javasolt, Kaliforniát és Floridát is beleértve. A helyen ezenkívül nem voltak újságírók, akik 1896-ban Chanute kísérleteit a Michigan-tónál kész cirkusszá változtatták. Chanute meglátogatta őket a táborban minden évszakban, 1901 és 1903 között.

## Az Ohio–Észak-Karolina vita
Az elsőségért két állam is vetélkedik. Ohio azon a jogon, hogy ott épült a történelmi repülőgép. Észak-Karolina azért, mert ott történt az első sikeres felszállás.

## Multimédia
- Ezt a filmet 1907. április 24-én vették fel Olaszországban, ez az első film, amit egy repülőgép fedélzetéről készítettek repülés közben. A felvételen jól látszik, milyen érzés volt a korai Wright repülőgépekkel repülni, Wilburrel a kormánynál.
- Egy 1945 híradó különböző első repülésekről, a Wright fivérek felvételeivel.